# Gabriel Bouthière
Gabriel Bouthière, né le 3 septembre 1918 à Igornay et mort le 26 septembre 1981 à Dettey, est un homme politique français, qui fut député de Saône-et-Loire dans les premières années de la Cinquième République.

## Biographie
Vétérinaire de métier et par cela bien connu dans une circonscription d'élevage Charolaise, conseiller général du canton de Saint-Léger-sous-Beuvray, et maire d'Étang-sur-Arroux, il était élu député de la troisième circonscription (Autun-Le Creusot) de Saône-et-Loire lors des élections législatives de novembre 1962. Présenté comme radical-socialiste, puis en 1967 par la FGDS (Fédération de la gauche démocrate et socialiste), il était élu au second tour, en tant que candidat unique de la gauche, bénéficiant d'un bon report des voix du candidat communiste André Vuillien sur son nom. Avec 54,4 % des suffrages il prenait le siège de député en battant le sortant, pourtant maire du Creusot. Il était réélu en mars 1967, atteignant 56,2 % des suffrages au second tour, mais était emporté en juin 1968 par la vague gaulliste : le candidat UDR triomphait dès le premier tour du scrutin.